# Formazioni di VolleyLigaen danese di pallavolo femminile 2012-2013
Formazioni delle squadre di pallavolo partecipanti alla stagione 2012-2013 del campionato di VolleyLigaen.

## Bedsted KFUM Volleyball
| N° | Nome              | Ruolo | Data di nascita | Nazionalità sportiva |
| -- | ----------------- | ----- | --------------- | -------------------- |
| -  | Flemming West     | All   | -               | Danimarca            |
| 1  | Sara Krabbe       | P     | 1991            | Danimarca            |
| 2  | Louise Veje       | P     | 1995            | Danimarca            |
| 3  | Jannie Vangsgaard | S/O   | 1987            | Danimarca            |
| 4  | Dorte Amby        | S     | 1988            | Danimarca            |
| 5  | Charlotte Holsted | C     | 1976            | Danimarca            |
| 6  | Julie Foget       | S     | 1995            | Danimarca            |
| 7  | Sanne Rieks       | C     | 1983            | Danimarca            |
| 8  | Karen Rask        | S     | 1980            | Danimarca            |
| 9  | Rebekka Grøn      | S/O   | 1991            | Danimarca            |
| 10 | Lise Bisgaard     | S     | 1992            | Danimarca            |
| 11 | Louise Bertelsen  | C     | 1980            | Danimarca            |
| 13 | Virginja Pedersen | C     | 1981            | Danimarca            |
| 14 | Maria Damgaard    | L     | 1981            | Danimarca            |

## Brøndby Volleyball Klub
| N° | Nome              | Ruolo | Data di nascita  | Nazionalità sportiva |
| -- | ----------------- | ----- | ---------------- | -------------------- |
| -  | Jens Bang         | All   | 10 maggio 1959   | Danimarca            |
| 1  | Eva Bang          | P     | 20 dicembre 1990 | Danimarca            |
| 2  | Rose Olander      | P     | 9 agosto 1989    | Danimarca            |
| 3  | Julie Guldager    | S     | 14 luglio 1985   | Danimarca            |
| 4  | Anile Clemente    | S     | 5 luglio 1985    | Brasile              |
| 5  | Trine Kjelstrup   | S     | 4 dicembre 1994  | Danimarca            |
| 8  | Marta Bronisz     | C     | 1º gennaio 1985  | Polonia              |
| 9  | Pernille Navntoft | C     | 5 febbraio 1986  | Danimarca            |
| 10 | Casey Wright      | C     | 27 gennaio 1989  | Stati Uniti          |
| 11 | Morgan Springer   | L     | 28 gennaio 1990  | Stati Uniti          |
| 12 | Kathleen Post     | C     | 1º gennaio 1990  | Stati Uniti          |
| 17 | Liv Magnussen     | S     | 11 gennaio 1996  | Danimarca            |
| 18 | Stine Spangen     | S     | 21 aprile 1985   | Danimarca            |

## Frederiksberg Volley
| N° | Nome                     | Ruolo | Data di nascita | Nazionalità sportiva |
| -- | ------------------------ | ----- | --------------- | -------------------- |
| -  | Lars Engell              | All   | -               | Danimarca            |
| 1  | Mira Abildgaard          | S     | 1993            | Danimarca            |
| 3  | Maja Bach                | P     | 1992            | Danimarca            |
| 4  | Denise Van De Mortel     | P     | 1989            | Stati Uniti          |
| 5  | Karina Poulsdóttir Debes | C     | 1990            | Fær Øer              |
| 6  | Jessica Bailey           | S     | 1987            | Danimarca            |
| 7  | Line Møller              | C     | 9 aprile 1988   | Danimarca            |
| 8  | Nadia Olling             | S/O   | 18 marzo 1989   | Danimarca            |
| 9  | Simone Okholm            | S     | 20 marzo 1991   | Danimarca            |
| 10 | Kathryn Wilkerson        | S     | 1989            | Stati Uniti          |
| 11 | Asta Kjærgård            | S/O   | 25 aprile 1994  | Danimarca            |
| 12 | Mackenzie Fix            | C     | 22 ottobre 1986 | Stati Uniti          |
| 13 | Rikke Larsen             | L     | 7 aprile 1988   | Danimarca            |
| 14 | Iben Elholm              | L     | 21 luglio 1983  | Danimarca            |
| 15 | Louise Holm              | C     | 10 maggio 1984  | Danimarca            |

## Gentofte Volley
| N° | Nome             | Ruolo | Data di nascita   | Nazionalità sportiva |
| -- | ---------------- | ----- | ----------------- | -------------------- |
| -  | Martin Olesen    | All   | -                 | Danimarca            |
| 1  | Katrine Møller   | P     | 1992              | Danimarca            |
| 2  | Sigrid Friis     | P     | 17 settembre 1996 | Danimarca            |
| 3  | Trine Honnens    | S     | 1982              | Danimarca            |
| 4  | Anne Beck        | C     | 1991              | Danimarca            |
| 5  | Trine Kjeldgård  | C     | 2 maggio 1996     | Danimarca            |
| 6  | Liv Arent        | S     | 1992              | Danimarca            |
| 7  | Freja Rye        | S     | 7 ottobre 1995    | Danimarca            |
| 8  | Cecilie Walsted  | C     | 1995              | Danimarca            |
| 9  | Lena Arent       | C     | 1996              | Danimarca            |
| 10 | Laura Østergaard | S     | 3 aprile 1996     | Danimarca            |
| 11 | Anna Clausen     | L     | 1992              | Danimarca            |
| 13 | Christina Thers  | L     | 1992              | Danimarca            |
| 14 | Nanna Kunde      | S     | 1995              | Danimarca            |
| 14 | Lina Nûjin       | S     | 1992              | Danimarca            |

## Holte IF Volleyball
| N° | Nome                 | Ruolo | Data di nascita  | Nazionalità sportiva |
| -- | -------------------- | ----- | ---------------- | -------------------- |
| -  | Sven-Erik Lauridsen  | All   | -                | Danimarca            |
| 3  | Mia Kloth            | L     | 22 ottobre 1985  | Danimarca            |
| 4  | Mie Lindgren         | S     | 26 marzo 1989    | Danimarca            |
| 5  | Lærke Mygind         | C     | 29 ottobre 1988  | Danimarca            |
| 6  | Nora Møllgaard       | S     | 11 febbraio 1997 | Danimarca            |
| 7  | Chiaki Ariura        | S     | 1991             | Giappone             |
| 8  | Caitlin Nyhus        | P     | 1988             | Canada               |
| 10 | Nicoline Fürstenberg | P     | 23 ottobre 1990  | Danimarca            |
| 12 | Lauren Stockstad     | C     | 1985             | Canada               |
| 13 | Karen Helmer-Hansen  | S     | 2 maggio 1987    | Danimarca            |
| 17 | Lykke Groot          | S/O   | 20 aprile 1988   | Danimarca            |
| 18 | Juliane Graff        | C     | 8 ottobre 1992   | Danimarca            |

## Lyngby Volley
| N° | Nome                | Ruolo | Data di nascita   | Nazionalità sportiva |
| -- | ------------------- | ----- | ----------------- | -------------------- |
| -  | Michael Jensen      | All   | -                 | Danimarca            |
| 1  | Theresia Nielsen    | S     | 1996              | Danimarca            |
| 2  | Ida Finsen          | S     | 28 luglio 1988    | Danimarca            |
| 3  | Natalia Gonzales    | S     | 29 luglio 1988    | Stati Uniti          |
| 4  | Charlotte Krøyer    | S     | 1984              | Danimarca            |
| 5  | Megan Carlson       | S     | 18 ottobre 1989   | Stati Uniti          |
| 6  | Terese Ammundsen    | C     | 1991              | Danimarca            |
| 7  | Ijeoma Moronu       | P     | 7 settembre 1989  | Stati Uniti          |
| 10 | Fatou Tampa         | S/O   | 1994              | Danimarca            |
| 11 | Emilie Asta         | C     | 2 luglio 1994     | Danimarca            |
| 12 | Nikoline Mogensen   | P     | 13 marzo 1996     | Danimarca            |
| 14 | Mathilde Romanowski | L     | 13 settembre 1995 | Danimarca            |
| 15 | Caitlyn Jewell      | C     | 7 luglio 1987     | Stati Uniti          |
| 16 | Sarah Fredriksen    | C     | 1995              | Danimarca            |

## Fortuna Odense Volley
| N° | Nome                 | Ruolo | Data di nascita | Nazionalità sportiva |
| -- | -------------------- | ----- | --------------- | -------------------- |
| -  | Nik Rao              | All   | -               | Stati Uniti          |
| 2  | Jillian Hadder       | S     | 9 novembre 1989 | Stati Uniti          |
| 3  | Jeanette Ellekjær    | L     | 16 ottobre 1986 | Danimarca            |
| 4  | Alina Hjorth         | S     | 22 maggio 1995  | Danimarca            |
| 5  | Mie Maimann          | C     | 10 ottobre 1990 | Danimarca            |
| 6  | Triin Kuusk          | S     | 6 giugno 1986   | Estonia              |
| 7  | Krista Hasemeyer     | P     | 2 aprile 1990   | Stati Uniti          |
| 9  | Melicjana Salispahic | S/O   | 10 luglio 1987  | Danimarca            |
| 11 | Cirkeline Varming    | C     | 16 gennaio 1997 | Danimarca            |
| 13 | Julie Pedersen       | L     | 24 gennaio 1990 | Danimarca            |
| 14 | Mirela Doljancić     | C     | 11 maggio 1995  | Danimarca            |
| 15 | Jane Diederichsen    | S     | 1º gennaio 1981 | Danimarca            |

## ASV Volleyball Århus
| N° | Nome                | Ruolo | Data di nascita   | Nazionalità sportiva |
| -- | ------------------- | ----- | ----------------- | -------------------- |
| -  | Claus Kramer        | All   | -                 | Danimarca            |
| 1  | Natja Bech          | S     | 9 maggio 1990     | Danimarca            |
| 2  | Nanna Nissen        | L     | 1990              | Danimarca            |
| 3  | Maja Landberg       | S     | 1989              | Danimarca            |
| 6  | Signe Eriksen       | S     | 1989              | Danimarca            |
| 7  | Cecilie Kølner      | S     | 1989              | Danimarca            |
| 9  | Michelle Hemmingsen | S     | 22 settembre 1992 | Danimarca            |
| 10 | Rikke Smed          | P     | 25 gennaio 1992   | Danimarca            |
| 11 | Ditte Smed          | C     | 1988              | Danimarca            |
| 12 | Maria Tyndeskov     | C     | 1991              | Danimarca            |
| 13 | Ci Eshel            | L     | 15 giugno 1988    | Danimarca            |
| 14 | Trine Rask          | C     | 1988              | Danimarca            |
| 17 | Martine Kjerulf     | C     | 1991              | Danimarca            |
| 18 | Anne Ravn           | P     | 1992              | Danimarca            |